# La Petite Rivière (rivière Taschereau)
Pour les articles homonymes, voir La Petite Rivière.
La Petite Rivière est un affluent rive droite de la rivière Taschereau (rivière Bell) coulant dans le territoire non organisé de Lac-Despinassy, dans la municipalité régionale de comté (MRC) de Abitibi, dans la région administrative de l'Abitibi-Témiscamingue, au Québec, au Canada.
La foresterie constitue la principale activité économique de ce bassin versant.

## Géographie
La Petite Rivière coule surtout en territoire forestier et de marais.
Les bassins versants voisins de La Petite Rivière sont :
- côté nord : rivière Taschereau, rivière Bell ;
- côté est : ruisseau Swanson, rivière Bell ;
- côté sud : rivière Ducros, rivière des Peupliers, rivière Boucane, rivière Pascalis, lac Tiblemont, rivière Courville ;
- côté ouest : rivière Taschereau, rivière Laflamme.

La Petite Rivière prend sa source dans le territoire non organisé de Lac-Despinassy dans une zone forestière comportant quelques marais.
Cette source est située à l'ouest du lac Parent, au sud de la confluence de La Petite Rivière, au nord du centre-ville de Senneterre et au sud de la confluence de la rivière Taschereau.
À partir de sa source, le cours de La Petite Rivière coule généralement vers le nord sur environ 18 km, en recueillant les eaux d'un ruisseau venant du sud-est, jusqu'à sa confluence.
La Petite Rivière se déverse sur la rive est de la rivière Taschereau. Cette confluence de La Petite Rivière est située à :
- au sud de l'embouchure de la rivière Taschereau ;
- au sud-est du chemin de fer ;
- au nord-ouest de l'embouchure du lac Parent ;
- au sud du centre du village de Lebel-sur-Quévillon ;
- au nord du centre-ville de Senneterre ;

## Toponymie
En toponymie, l'expression Petite Rivière est normalement corrélé à un cours d'eau plus important, en l'occurrence la rivière Taschereau.
Le toponyme La Petite Rivière a été officialisé le 5 décembre 1968 à la Commission de toponymie du Québec, soit lors de sa création.